# Zgraja (herb szlachecki)
Zgraja (Kunraczyc) – odmiana herbu szlacheckiego Janina.

## Opis herbu
W srebrnym polu błękitna tarcza. W klejnocie trzy pióra strusie. Teodor Chrząński podaje, że piór było pięć, podobnie Zbigniew Leszczyc. Niesiecki sugeruje, że tarcza mogła być biała.

## Najwcześniejsze wzmianki
Województwo Krakowskie 1400 rok.

## Herbowni
Gniewski, Gromek, Kanimir, Zgraja, Zieleniewski.